# Nieuwestad (Leeuwarden)
De Nieuwestad is een buurt en een winkelstraat met een gracht in de binnenstad van Leeuwarden in de Nederlandse provincie Friesland.

## Geschiedenis
De naam Nieuwestad werd in 1456 voor het eerst genoemd als toegevoegde buurt of gracht. Tussen beide zijden van de Nieuwestad ligt een voetgangersbrug ter hoogte van het Herenwaltje; en enkele pijpen, van west naar oost: Adje Lammerts- of Westerpijp, Duca Martenapijp, Nieuwepijp, Lange pijp, en Tontjepijp. In 1601 werd een gedeelte tussen de Lange pijp en de Martenapijp bestemd als vleesmarkt. De noord- of smalle zijde werd tot 1877 meestal niet als Nieuwestad aangeduid, maar naar de pijpnamen. De zuidzijde heet vanouds Nieuwestad (1456 Nye Stedsrea, 1475 upper Nyasted). Van 1827 tot 1891 was er een Winkel van Sinkel gevestigd aan de Nieuwestad.

## Architectuur
De Nieuwestad telt 42 rijksmonumenten.

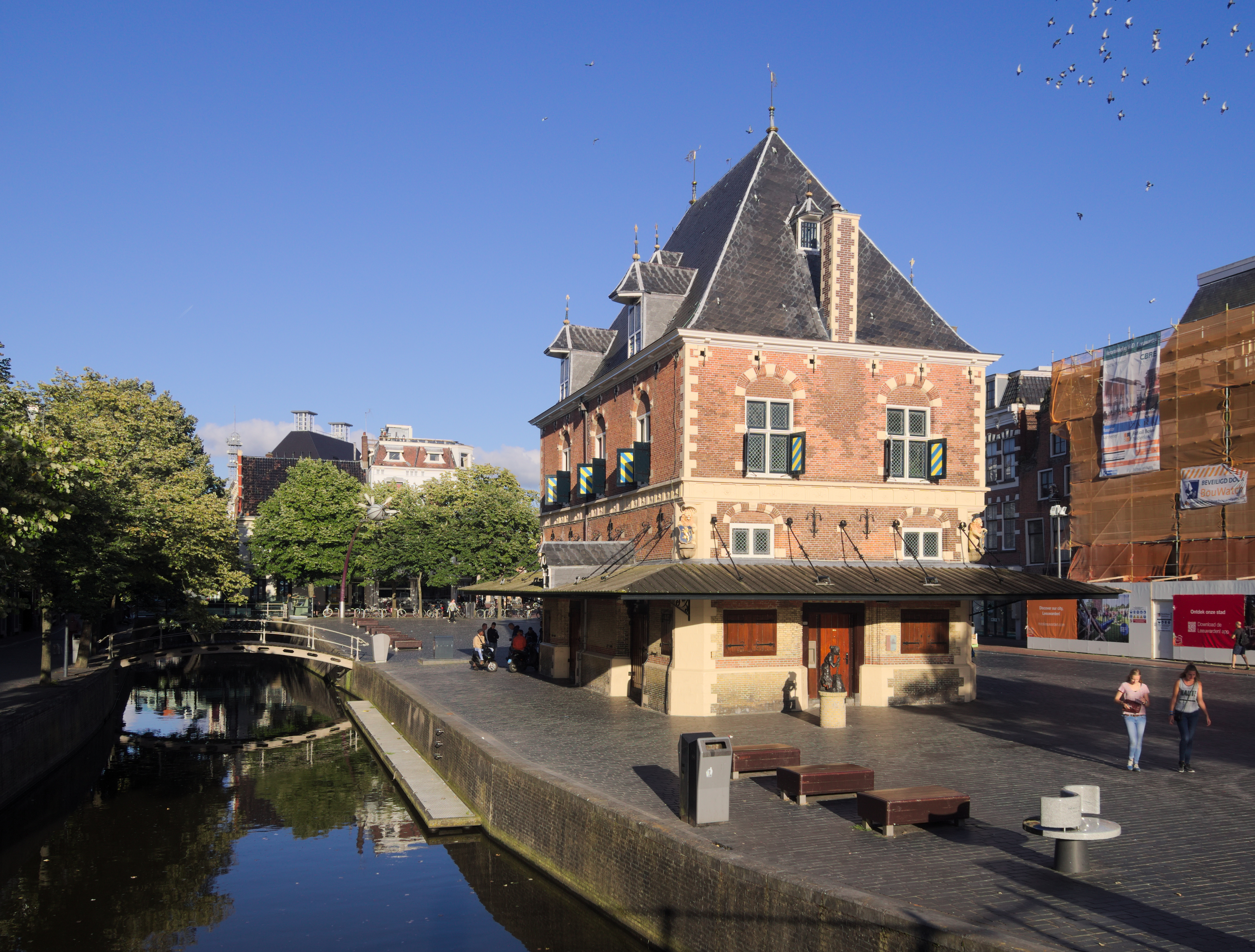
De waag aan de oostzijde
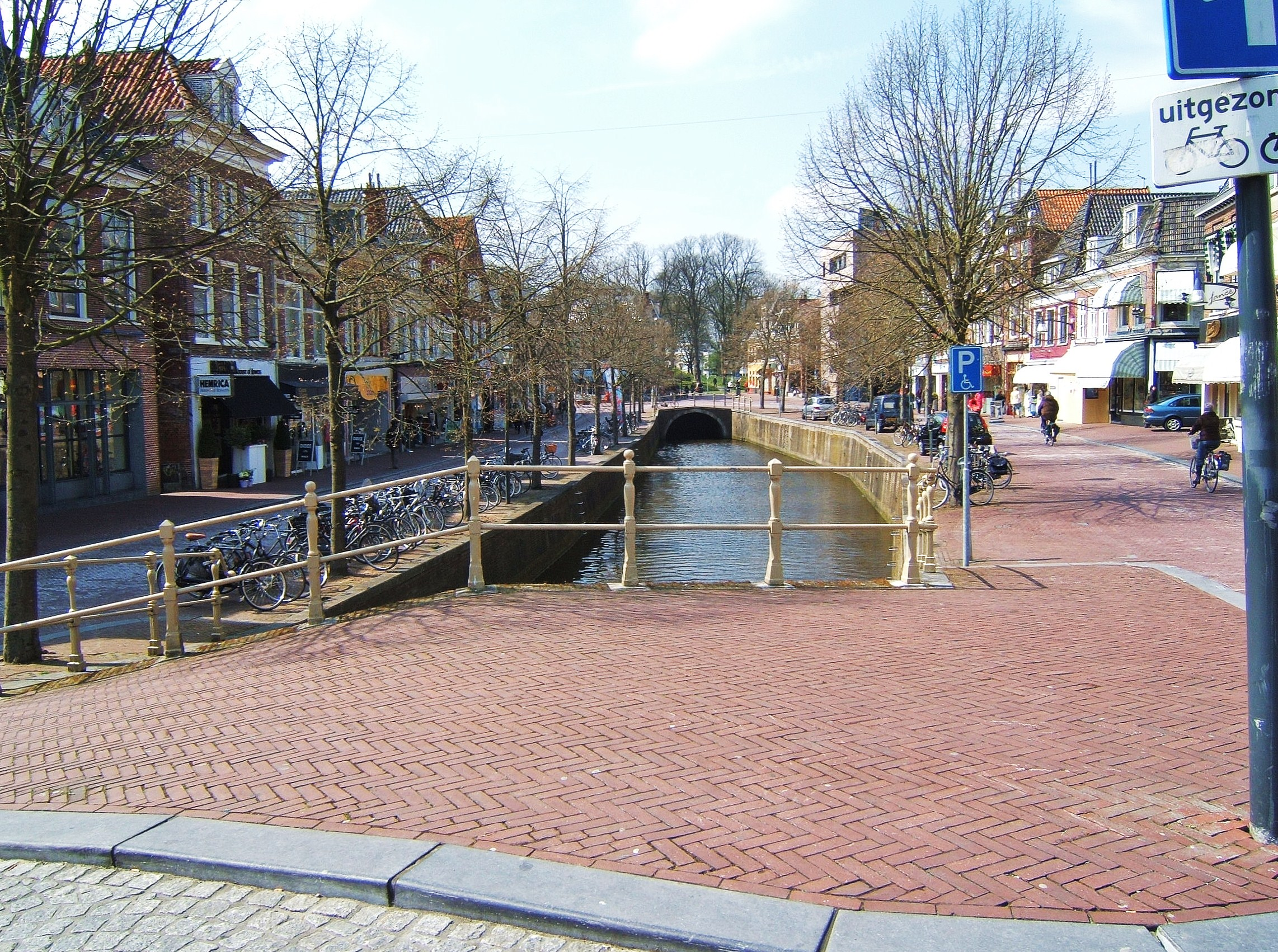
Westzijde van de Nieuwestad
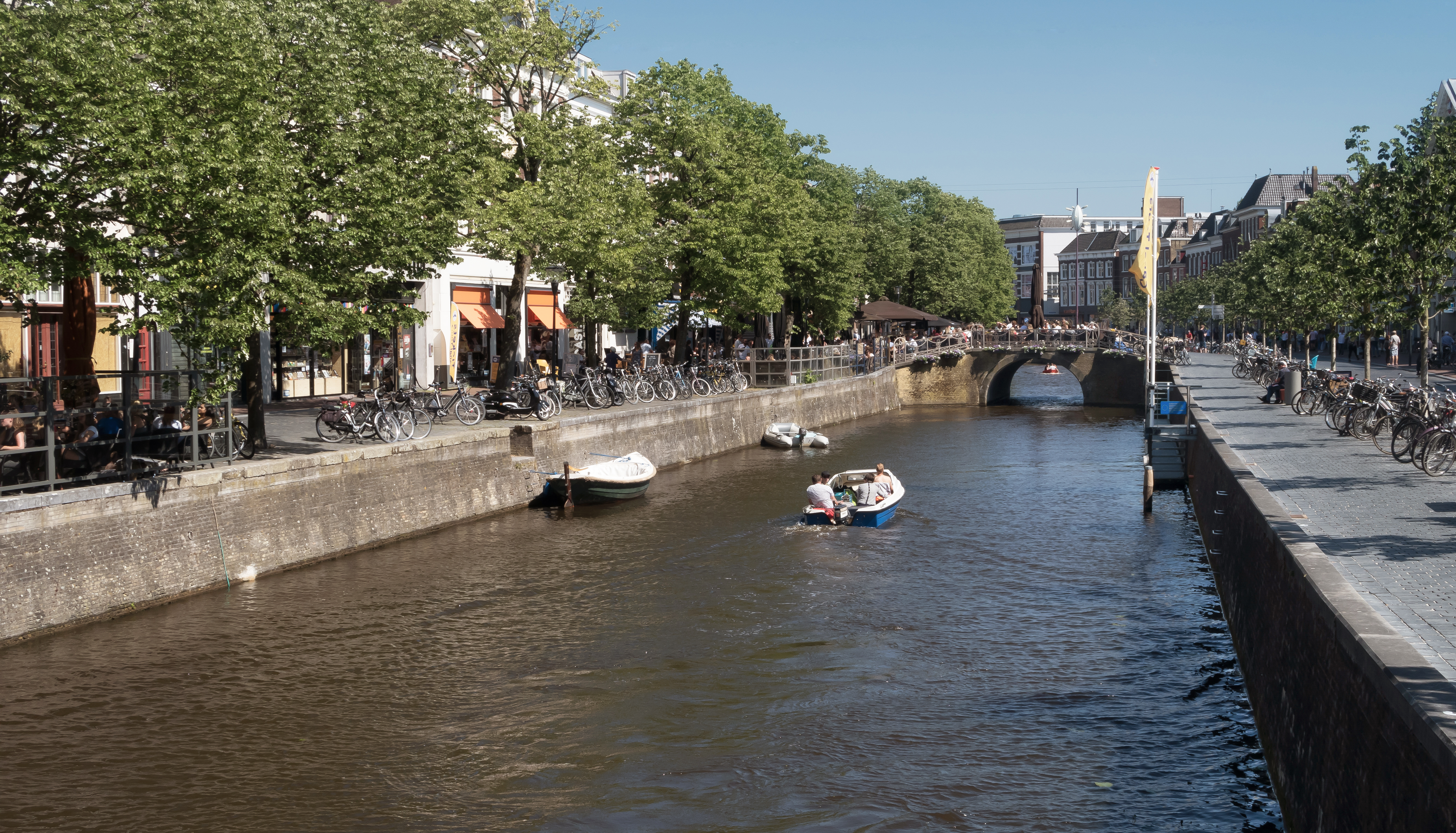
Gracht van de Nieuwestad
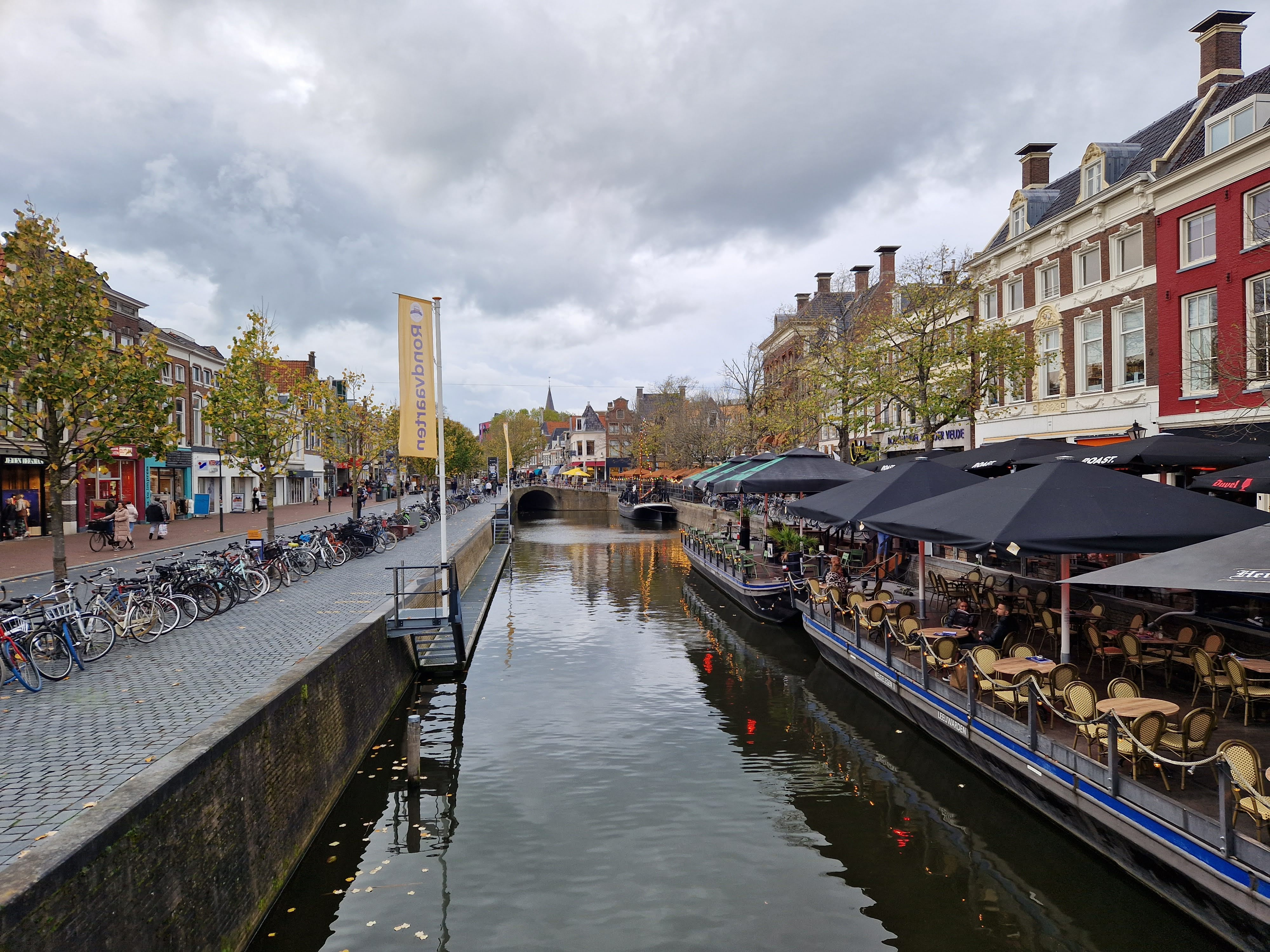
Nieuwestad in westelijke richting